# Oskar von Bülow
Oskar Robert Arthur von Bülow, född 11 september 1837 i Breslau, död 19 november 1907 i Heidelberg, var en tysk rättslärd.
von Bülow blev privatdocent i Heidelberg 1863, professor 1865 i Giessen, 1872 i Tübingen och 1885 i Leipzig. Han blev emeritus 1892. von Bülow, som adlades 1877, torde kunna betraktas som den tyska och moderna processrättsvetenskapens grundläggare. I flera avhandlingar gjorde han de civilprocessuella grundbegreppen till föremål för ingående undersökningar, som omfattar även betydande delar av den allmänna rättsläran. 
von Bülows mest kända arbete är Die Lehre von den Processeinreden und Processvoraussetzungen (1868). I Gesetz und Richteramt (1885) framhåller han domargärningens rättsbildande och rättsutvecklande betydelse mot de enligt hans åsikt överskattade rättsfaktorerna lagstiftning och rättssedvänja. Bland hans processrättsliga skrifter kan även nämnas Das Geständnisrecht. Ein Beitrag zur allgemeinen Theorie der Rechtshandlungen (1899) och Klage und Urteil. Eine Grundfrage des Verhältnisses zwischen Privatrecht und Prozess (1903).